# بدر العوضي
بدر محمد العوضي هو دبلوماسي كويتي، يشغل منصب سفير دولة الكويت لدى المملكة المتحدة وأيرلندا الشمالية منذ 30 يونيو 2022، وقد سبق له تولّي مهام دبلوماسية في عدد من الدول، منها كوبا والدومينيكان وكوريا الجنوبية، وتبوّأ مرتبة مرموقة ضمن السلك الدبلوماسي العربي خلال فترة عمله.

## المسيرة الدبلوماسية
في أول لقاءاته الرسمية بعد تعيينه، أشاد بدر العوضي بالدور البطولي الذي لعبه الجيش البريطاني في تحرير الكويت، وذلك خلال حفل سنوي لجمعية "جرذان الصحراء" الأيرلندية الملكية، أحد أبرز اللقاءات التي جمعت سجّل العلاقات الكويتية البريطانية.
في يونيو 2023، عبّر السفير العوضي عن اهتمام الكويت البالغ بدعم العراق والتعاون الاقتصادي معه، مؤكّدًا أن الكويت بوابة اقتصادية هامة لبلاد الرافدين، وذلك أثناء مشاركته في المؤتمر الـ11 لمجلس الأعمال العراقي-البريطاني في لندن.

## مواقف لافتة
تعرض لموقف احتجاجي من معارض كويتي خلال زيارته لندن، حيث اعترضه المعارض سلمان الخالدي مطالبًا إياه بالتعبير عن وقوفه ضد "المجازر في غزة"، وتعكس الواقعة حساسية المشهد السياسي حتى أمام الدبلوماسيين.

## خلفيته الشخصية
ينتمي بدر العوضي إلى عائلة العوضي الكويتية، وهي من أقدم العائلات في الكويت، ويُعرف أن أصول العائلة تعود إلى قرية عوض في محافظة فارس، وقد هاجر أفرادها إلى الكويت منذ أجيال، حاملين معهم موروثًا ثقافيًا وتاريخيًّا عميقًا.